# 후토마키마쓰리즈시

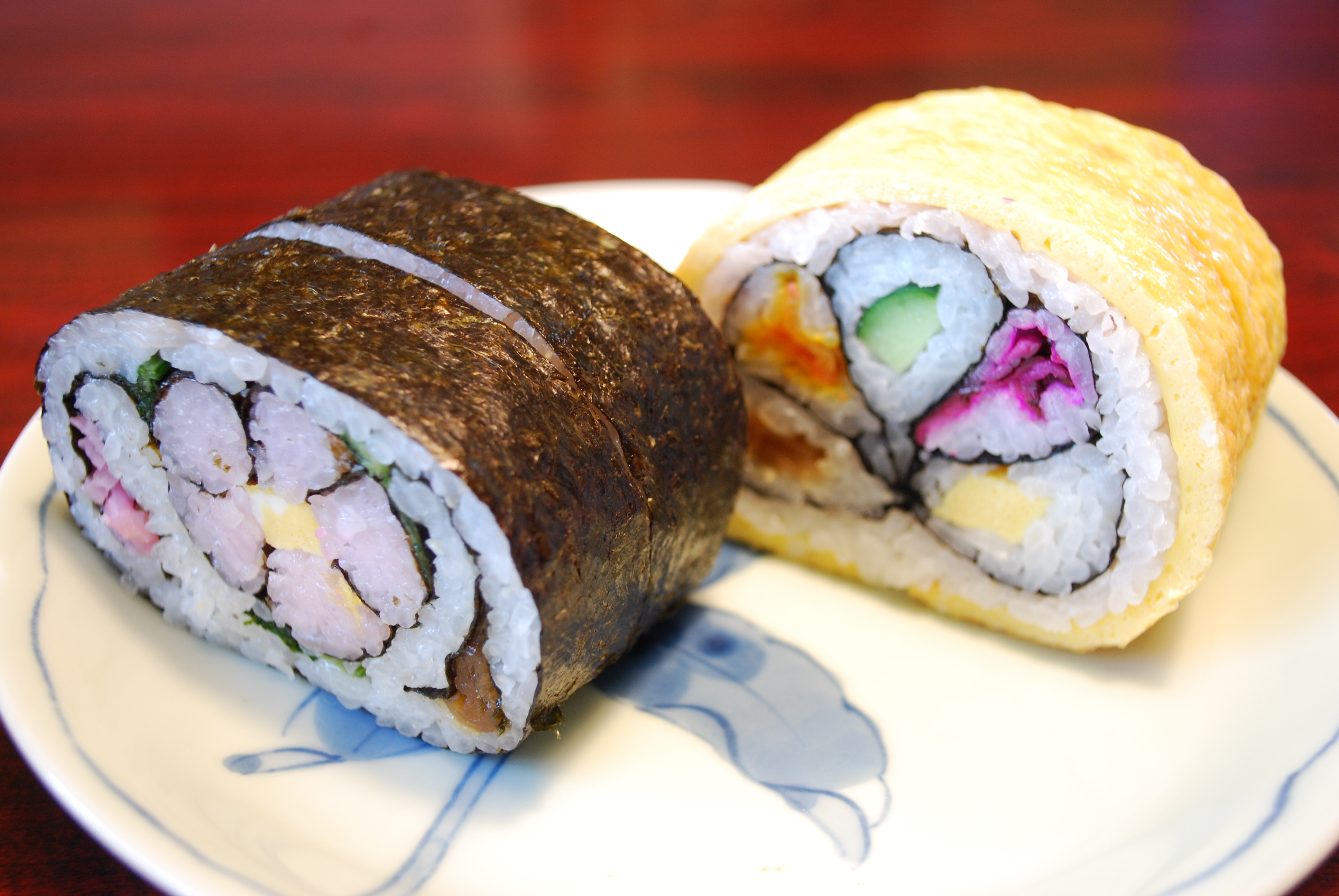
후토마키마쓰리즈시

후토마키마쓰리즈시(일본어: 太巻き祭り寿司)은 일본 지바현의 대표적인 향토 마키즈시이다. 고향 주먹밥 100선 및 농어촌 향토 요리 100선에 선정되었으며 한국어 명칭은 김말이 초밥이지만, 잡지 등의 소개 기사에서는 축제 김말이 초밥, 보소(房総 - 치바현의 남부, 중부, 북부 지역과 이바라키현의 일부 지역을 아우르는 말) 말이, 보소 김말이 초밥, 두루마리 초밥 등 다양한 명칭으로 불리고 있다.

## 요약
일반 가정에 전해져 왔다. 스시의 일종이며, 역사는 너그러운 정치 연간 ( 1789년 - 1801년 ) 무렵까지 거슬러 올라가며, 정어리를 쫓아온 기슈 어부의 도시락의 메하리 즈시 (めはりずし)가 그 뿌리라는 설도 있다. 이 지역은 옛날부터 벼농사 지대이며, 또한 쿠쥬 쿠리 바닷가에서는 낚시도 성행해 관혼상제 등의 맛있는 음식이나 도시락 등으로 먹고 대접 요리에도 사용된다.
단면이 킨타로 아메 (金太郎飴)처럼 화려하며, 단면 도안이나 문자가 나오게 하기 위해 직경 10 센티미터가 넘는 두께가 되는 경우도 존재한다. 도안은 동백, 붓꽃, 튤립 등이 보통이지만, 팬더와 호빵맨 등 캐릭터 비행기나 신칸센 등의 다양한 모양도 있다. 이렇게 만들려고 하면 그만큼 시간과 비용이 많이 든다. 위한 매물로 향하지 않지만, 상업주의 전성기 요즘 그 장점이 검토되고 있으며, 만드는 것을 즐기는 요리이기도 하다.

## 만드는 법
1. 밥을 짓고, 즉시 식초를 섞어 식혀 둔다.
2. 지단을 만든다.
3. 감기 발 위에 김을 깔고 초밥을 적당히 펼친다.
4. 중앙에 홈을 만들도록 초밥에서 분할을 만든다. 거기에 지단을 초밥에 맞추어 깐다.
5. 중앙의 홈 부분에 벚꽃 엉덩이를 넣고 분할의 외부에 갓을 깐다.
6. 감기 누구의 양쪽을 갖고, 강하게 감아 대어 나머지 초밥은 씌워 감는다.
7. 마지막으로 강하게 감아 먹기 좋게 새겨 완성.

단면에 다양한 모양을 만들기 위해 만드는 도안에 사용하는 재료와 감는 방법이 다르고, 같은 무늬도 지역이나 가정에 따라 차이가 있다. 또한 지단이 두껍게 되어있는 경우가 깔고 있는 것은 계란이 아니라 김이거나 갓 없이 오이 와 박 고지를 넣거나 하는 등의 변화가 있다. 밥을 감은 재료는 김보다 노란 지단이 더 화려하다.
갓이나 지단이 사용되는 등 재료와 만드는 방법이 일반 초밥과는 약간 다르지만, 에도 시대에 김 농부가 손에 넣을 수 같은 것이 아니라 재배의 갓이 사용된. 그 후에도 입수하기 어려워 있던 것에는 변함 없었다. 김 뿐만 아니라 기르고 있는 닭이 낳은 달걀로 만든 지단도 사용되고, 특히 외부를 감는데 지단이 사용되었다. 현재는 박 고지가 사용되지만, 이것도 옛날에는 말린芋茎가 사용되었지만 사치품이었다. 설탕은 많이 사용되었다. 대접 요리 인 것 외에 당분의 작용으로 전분의 노화를 지연 초밥이 딱딱해지는 것을 방지하고 저장성을 좋게 하는 데 도움이 되기 때문이다. 고객의 선물로 갖게 가져온 것을 다음날 먹을 수도, 어떤 이벤트 시에 만들어지는 것이 많지만 전날 만들어두면 당일 제작자도 이벤트에 참여할 수 있는 이점도 있다.

## 대동 축제 김초밥
오키나와의 다이토 제도에도 계란말이에 감는 등 치바현 것과 흡사 한 김밥 초밥이 존재한다. 다이토 섬은 주로 하치 죠 지마 와 오키나와에서의 이민에 의해 개척 된 섬이지만 (소수이지만 가고시마 현, 시즈오카 현, 야마구치 현, 나가노 현, 치바현 등 일본 본토에서의 이민자도 있었다. 오키나와 반환 1972년에도 치바현 출신의 제도가 존재하고 있다) 관련성과 전달 경위 등은 불명이다.